# Systema Naturae
Systema Naturae (LA)  è una delle maggiori opere di Carlo Linneo (Carl von Linné). Fu pubblicata per la prima volta nel 1735.
La decima edizione del libro è considerata il punto di partenza della nomenclatura zoologica.

## Opera
Carl von Linné pubblicò la prima edizione del Systema Naturae all'inizio della sua permanenza triennale nei Paesi Bassi (1735-1738).
Come consueto per la letteratura scientifica del tempo, il libro fu pubblicato in latino.
L'opera descrive a grandi linee le idee dell'autore circa la classificazione gerarchica del mondo naturale, dividendolo nel regno animale (Regnum animale), nel regno vegetale (Regnum vegetabile) e nel regno minerale (Regnum lapideum).
Tra il 1735 e il 1770 l'opera fu pubblicata in tredici edizioni.

### Titolo
Il titolo dell'opera rimase invariato nelle sue tredici edizioni, con qualche variazione nel sottotitolo fino alla decima edizione.
Il titolo integrale (con sottotitolo) della decima edizione, considerata quella di riferimento, è Systema Naturae per Regna Tria Naturae, secundum classes, ordines, genera, species, cum characteribus, differentiis, synonymis, locis, ovvero, in italiano: Sistema della Natura attraverso i Tre Regni della Natura, secondo le classi, gli ordini, i generi e le specie, con caratteristiche, differenze, sinonimi, luoghi.

### Contenuto
Nel libro, la classificazione del regno vegetale non fu una classificazione spontanea, ma di convenienza: essa seguì il nuovo sistema sessuale di Linneo dove le specie con lo stesso numero di stami erano considerate nello stesso gruppo.
Linneo credeva di star classificando la creazione di Dio e non stava cercando di esporre relazioni evolutive.
I nomi poco pratici usati fino ad allora, come per esempio Physalis annua ramosissima, ramis angulosis glabris, foliis dentato-serratis, furono sostituiti con brevi e adesso familiari "binomi", formati dal nome generico seguito da un epiteto specifico - nell'esempio dato, Physalis angulata. Questi binomi servirono come modello di riferimento per la nomenclatura delle specie. I taxa superiori vennero costruiti e organizzati in modo semplice e ordinato. Sebbene il sistema, noto al giorno d'oggi come nomenclatura binomiale, fosse stato sviluppato da Gaspard Bauhin e Johann Bauhin quasi 200 anni prima, Linnaeus fu il primo ad usarlo coerentemente in tutta l'opera, anche nei generi monospecifici, e si può dire che lo ha reso popolare in tutta la comunità scientifica. La classificazione degli animali fu più spontanea. Ad esempio, gli esseri umani furono, fin da principio, posti insieme con altri primati (come Anthropomorpha).
Nel 1758, al momento della sua decima edizione, l'opera classificava 4.400 specie di animali e 7.700 specie di piante. Inoltre, come l'opera progrediva, egli operava dei cambiamenti: nella prima edizione le balene vennero erroneamente classificate come pesci; nella decima edizione, pubblicata nel 1758, le balene furono spostate nel gruppo dei mammiferi.
In questa stessa edizione, introdusse l'utilizzo di due nomi parziali (vedi nomenclatura binomiale) per le specie animali, qualcosa ha fatto per le specie vegetali (vedi nomenclatura botanica) nella pubblicazione di Species Plantarum del 1753.

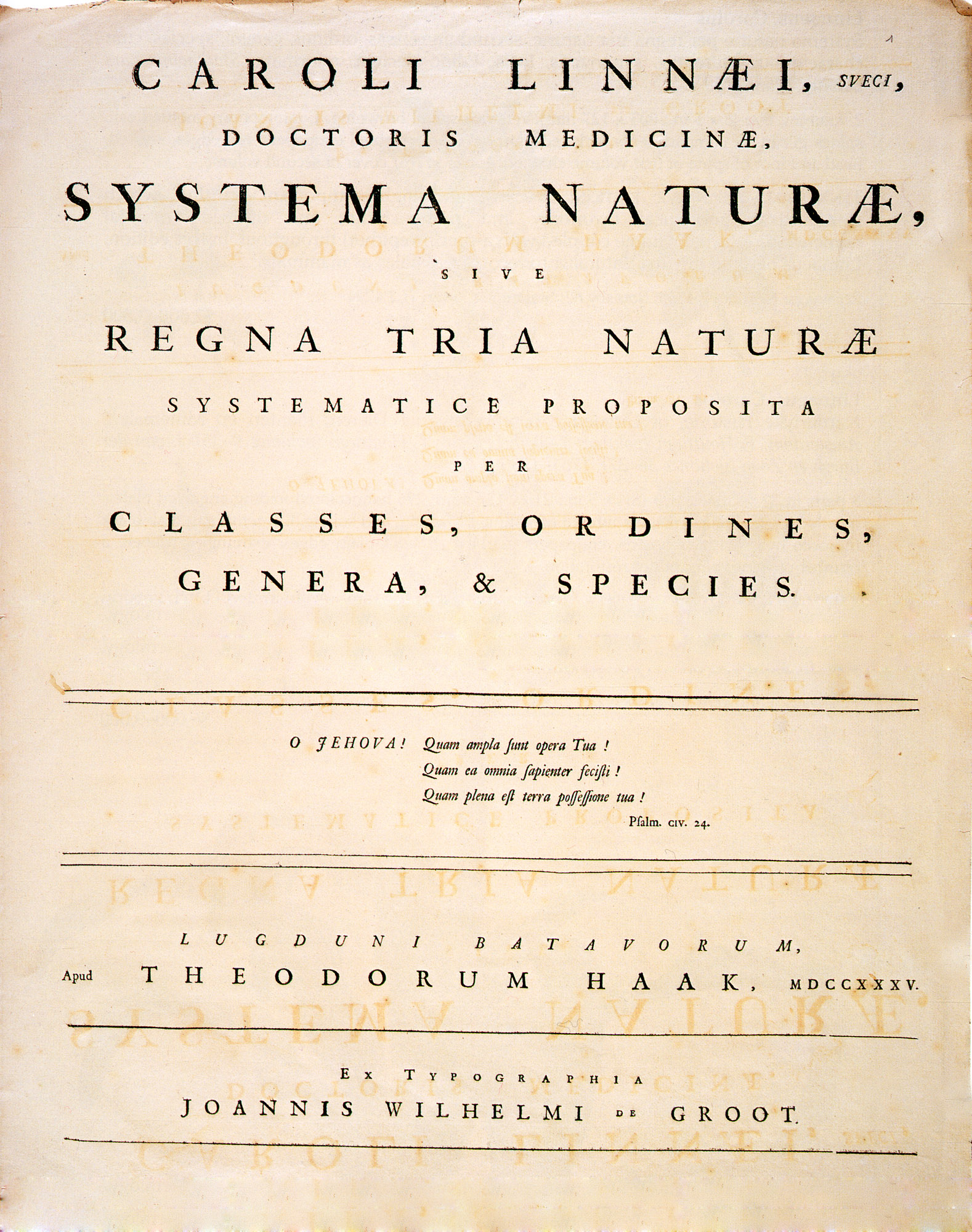
Linneo, Systema Naturae, copertina della 1ª edizione.

## Edizioni
Visto il successo dell'opera, Carl von Linné continuò a pubblicare nuove edizioni aggiornate e ampliate.
Dalle 11 pagine della prima edizione, pubblicata nei Paesi Bassi nel 1735, il libro crebbe fino a raggiungere le 3000 pagine della tredicesima e ultima edizione, pubblicata in Svezia nel 1770.
- Prima edizione. Systema Naturae, sive, Regna Tria Naturae systematice proposita per classes, ordines, genera, & species. Rotterdam,[3] editore Theodorum Haak, tipografia Joannis Wilhelmi de Groot, 1735. pp 11.
- Sesta edizione. Systema Naturæ sistens Regna Tria Naturæ, in classes et ordines, genera et species redacta tabulisque æneis illustrata. Holmiae, Impensis Godofr. Kiesewetteri, 1748. 1 volume.
- Decima edizione. Systema Naturae per Regna Tria Naturae, secundum classes, ordines, genera, species, cum characteribus, differentiis, synonymis, locis. Holmiae, Imprensis Laurentii Salvii, 1758. 2 volumi.
- Dodicesima edizione. Systema Naturae per Regna Tria Naturae, secundum classes, ordines, genera, species, cum characteribus, differentiis, synonymis, locis. Holmiae, Imprensis Laurentii Salvii, 1758. 3 volumi.
- Tredicesima edizione. Systema Naturae per Regna Tria Naturae, secundum classes, ordines, genera, species, cum characteribus, differentiis, synonymis, locis. 1770. 6 volumi, pp 3000.

## Galleria d'immagini

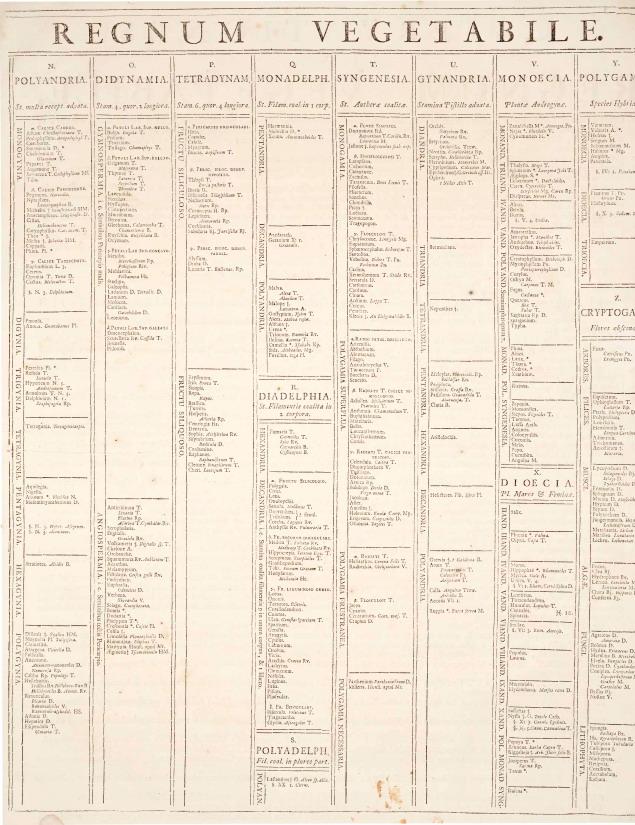
Regnum Vegetabile. Systema Naturae, 1ª edizione, (1735).
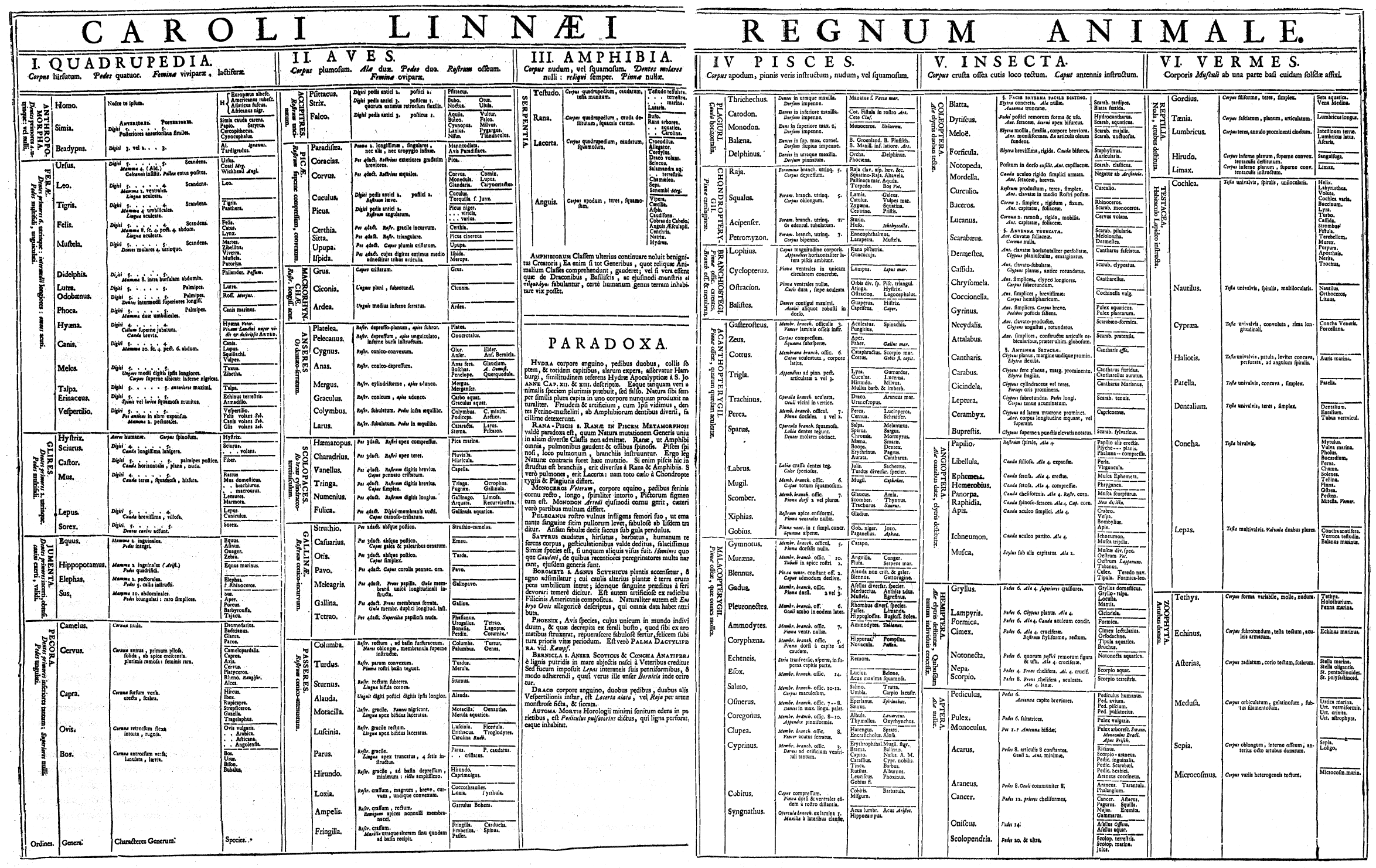
Regnum Animale. Systema Naturae, 1ª edizione, (1735).
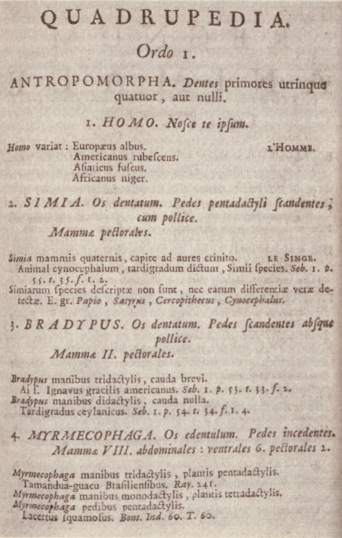
Quadrupedia, tra cui l'Homo. Systema Naturae, 6ª edizione (1748).
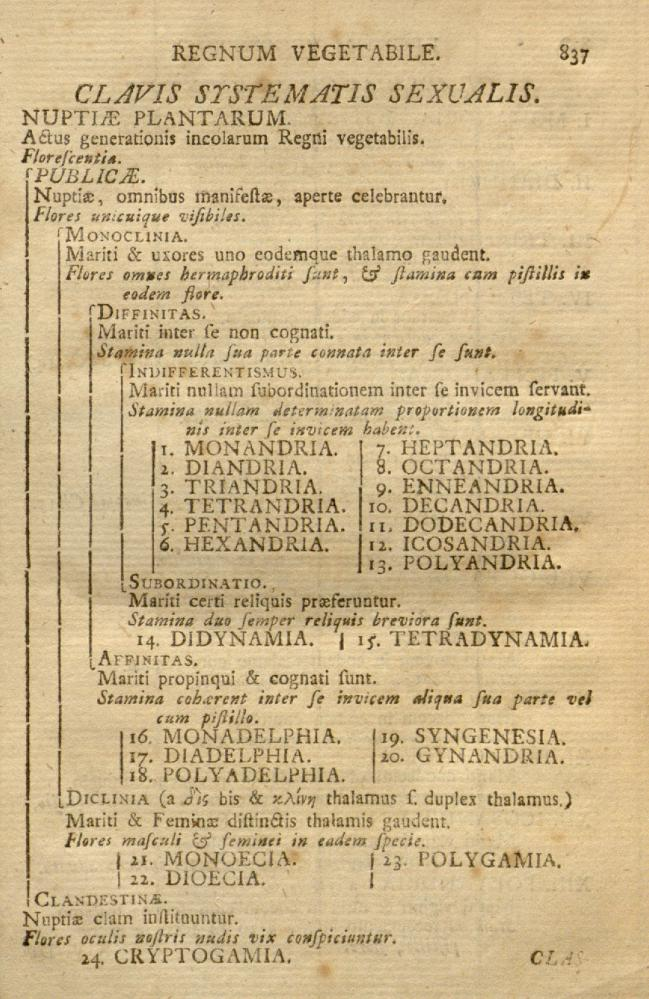
Chiave per il Sistema Sessuale. Systema Naturae, 10ª edizione (1758).